# Carlos J. Gradin
Carlos Joaquín Gradin (Buenos Aires, 20 de mayo de 1918 – ib., 31 de marzo de 2002), también conocido como Carlos o Charles Gradín, fue un agrimensor y arqueólogo argentino. Llevó a cabo numerosos estudios en la región patagónica, y es especialmente conocido por sus extensos estudios en la Cueva de las Manos del río Pinturas y sobre arte rupestre patagónico.

## Educación y carrera
Hizo sus estudios secundarios en el Colegio Nacional Buenos Aires, finalizando en 1938. Luego trabajó como empleado en la justicia federal hasta el año 1948, y como topógrafo entre 1950 y 1966. Durante estos años comenzó sus trabajos de estudio en la Patagonia y fue nombrado investigador del Consejo Nacional de Investigaciones Científicas y Técnicas (CONICET) por más de 30 años hasta su jubilación en 1994.
Como parte de su desempeño profesional fue miembro del Instituto de Arqueología de la Facultad de Filosofía y Letras de la Universidad de Buenos Aires. 

## Investigaciones arqueológicas
Gradin inició las investigaciones en la Patagonia durante los inicios de la década de 1960, relevando gran cantidad de zonas de esta vasta región, como por ejemplo en la provincia de Santa Cruz, en las zonas del río Pinturas, lago Cardiel, y la costa de Monte León; aunque también llevó a cabo campañas de exploración en las provincias de Chubut y Río Negro. 
En el año 1964 inició los estudios en la Cueva de Las Manos del río Pinturas, en el noroeste de Santa Cruz. Este sitio ya había sido reconocido como de gran importancia por el sacerdote Alberto de Agostini en 1941 y por Milceades Vignati en 1950. Años más tarde, y con el auspicio del CONICET, Gradin junto con Carlos Aschero y Anette Aguerre comenzaron a realizar excavaciones en esta cueva. Este sitio se destaca por la cantidad, variedad y conservación de sus pinturas rupestres, así como en su gran antigüedad: hasta el momento, las inscripciones más antiguas están fechadas el año 7350 a. C. Se trata de una de las expresiones artísticas más antiguas de los pueblos sudamericanos. Ha sido designada Monumento Histórico Nacional en 1993 y declarada Patrimonio de la Humanidad por la Unesco en 1999. En su interior también se hallaron vestigios de materiales líticos, fogones con restos, huesos y pieles de animales que eran la base de la subsistencia de los cazadores-recolectores, en este sitio arqueológico se destaca la complejidad del arte rupestre, que permite entender cómo vivieron aquellas sociedades del pasado. Gradin se convirtió en una de las autoridades más importantes en el estudio del arte rupestre patagónico.

## Muerte y legado
Falleció el 31 de marzo de 2002 en Buenos Aires. En la ciudad de Perito Moreno (Santa Cruz) se encuentra el Museo Arqueológico Carlos Gradin. El nombre del museo es en honor a este destacado investigador quien trabajó en el cercano sitio de la Cueva de Las Manos durante muchos años. En el museo, una de las cuatro salas está dedicada a la vida y obra de Carlos Gradin. En general, el museo ofrece a los visitantes la posibilidad de completar y complementar sus visitas a la mencionada cueva, dado que en el museo se encuentran piezas y objetos que reflejan las formas de vida de las antiguas poblaciones que habitaron el territorio patagónico.